# Agente nemico
Agente nemico (I See a Dark Stranger) è un film britannico del 1946, diretto da Frank Launder.

## Trama
In un piccolo paese dell’Irlanda la giovane Bridie Quilty, dopo un’infanzia passata a sentire i racconti del padre, che millantava di aver avuto un ruolo eroico nella guerra d'indipendenza irlandese, raggiunta la maggiore età nella primavera del 1944 decide di dedicare la propria vita a combattere coloro che, piuttosto anacronisticamente, ritiene essere i peggiori nemici degli irlandesi: gli inglesi.
A tal fine si reca a Dublino da Michael O’Callaghan, che quella guerra l’aveva combattuta veramente, per chiedergli consiglio su come entrare addirittura a far parte dell’IRA. O’Callaghan naturalmente la indirizza verso più miti consigli, lasciando indignata Bridie, romanticamente legata ad un nazionalismo nostalgico. 
Durante il viaggio in treno verso la capitale, Bridie aveva manifestato i propri sentimenti anti-inglesi a Miller, un uomo incontrato nello scompartimento ferroviario. Miller, una spia delle forze dell’Asse è alla ricerca di una persona estranea al giro dello spionaggio per far evadere Pryce, un’altra spia che aveva importanti informazioni, ed era detenuto nelle carceri di una cittadina inglese, ed ingaggia la ragazza.
Bridie tiene occupato il tenente David Baynes, agente dello spionaggio britannico, mentre ha luogo l’evasione di Pryce, che tuttavia viene ucciso subito dopo, insieme a Miller. Bridie apprende che le informazioni che erano in possesso di Pryce si trovano su un taccuino nascosto nell’isola di Man: vi ci si reca, trova il taccuino, e, decifrandolo, capisce trattarsi dei piani degli Alleati riguardanti l’imminente D-Day.
Rendendosi conto di essere l’unica persona in possesso di quelle informazioni, che, se giunte a conoscenza dei tedeschi avrebbero comportato la perdita di numerose vite umane (comprese quelle dei volontari irlandesi), dà fuoco al taccuino. 
David, ora innamorato di Bridie, ma insospettito, ha seguito la ragazza, ormai braccata dai britannici, nell’isola di Man. Mentre Bridie svela a David il proprio ruolo nella vicenda, essi vengono catturati da altre spie naziste, e condotti in Irlanda. I due riescono a fuggire accodandosi ad un convoglio di contrabbandieri, presto perseguiti dalle forze dell’ordine.  Giunti in un albergo che credono essere un posto sicuro, David sente che il suo dovere è denunciarla, e, a malincuore, chiama la polizia.
Ma i due non si sono resi conto che, a seguito della concitata fuga, non si trovano più in Irlanda, ma nell’Irlanda del Nord: Bridie, se catturata, non se la sarebbe cavata con la reclusione, ma sarebbe stata fucilata dai britannici come spia.  La polizia irrompe, ma Bridie ha già oltrepassato il confine.